# París-Niça 2007

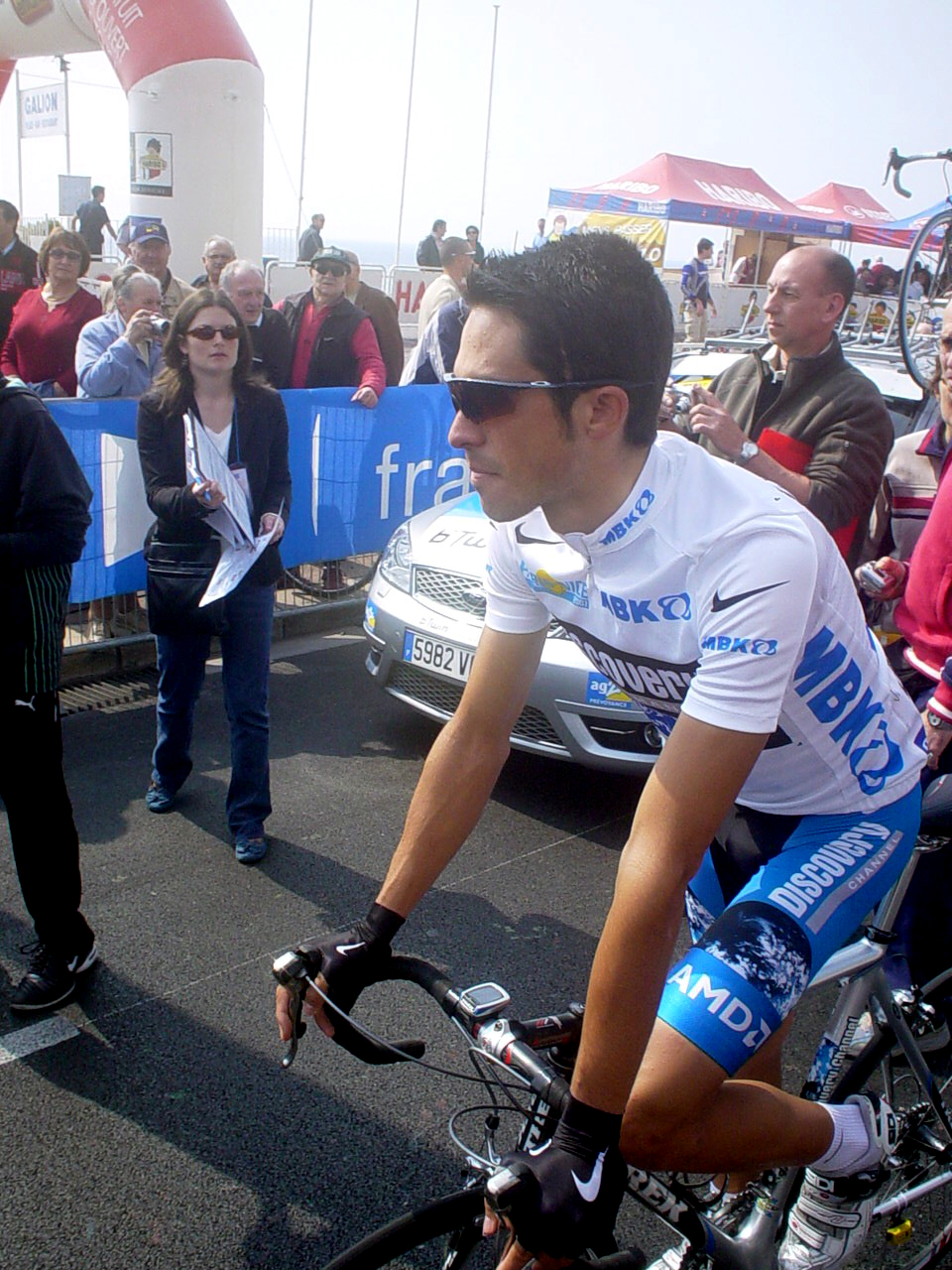
Imatge d'Alberto Contador, vencedor de la cursa ciclista.

La París-Niça 2007, 65a edició de la París-Niça, es va disputar entre l'11 i el 18 de març de 2007, formant part de l'UCI ProTour. La cursa fou guanyada per l'espanyol Alberto Contador, de l'equip Discovery Channel, amb 26" d'avantatge sobre Davide Rebellin.
Des del començament de la temporada va existir un conflicte entre els organitzadors de les tres Grans Voltes (ASO, Unipúblic i RCS Sport) i la Unió Ciclista Internacional. Les conseqüències visibles van ser la no selecció de l'equip suec Unibet.com per a les proves organitzades per les 3 entitats anomenades. Així, durant el mes anterior al començament de la París-Niça hi ha un estira-i-arronsa entre l'ASO, que refusa la participació de l'Unibet, tot apel·lant a la llei francesa, i l'UCI, que promovia el boicot de la prova.

## Equips participants
En aquesta edició de la París-Niça hi prenen part els següents 20 equips:
| Núm.  | Codi | Equip             |
| ----- | ---- | ----------------- |
| 1-8   | LAM  | Lampre-Fondital   |
| 11-18 | GCE  | Caisse d'Epargne  |
| 21-28 | EUS  | Euskaltel-Euskadi |
| 31-38 | CSC  | Team CSC          |
| 41-48 | DSC  | Discovery Channel |
| 51-58 | RAB  | Rabobank ProTeam  |
| 61-68 | C.A  | Crédit Agricole   |
| 71-78 | PRL  | Predictor-Lotto   |
| 81-88 | FDJ  | FDJ               |
| 91-98 | TMO  | T-Mobile Team     |

| Núm.    | Codi | Equip                 |
| ------- | ---- | --------------------- |
| 101-108 | COF  | Cofidis               |
| 111-118 | QSI  | Quick Step-Innergetic |
| 121-128 | A2R  | AG2R La Mondiale      |
| 131-138 | GST  | Team Gerolsteiner     |
| 141-148 | BTL  | Bouygues Télécom      |
| 151-158 | LIQ  | Liquigas              |
| 161-168 | SDV  | Saunier Duval-Prodir  |
| 171-178 | AGR  | Agritubel             |
| 181-188 | MRM  | Team Milram           |
| 191-198 | AST  | Astana Qazaqstan Team |

## Recorregut i etapes
| Etapa    | Data       | Recorregut                   | Km       | Vencedor d'etapa         | Líder de la general     |
| -------- | ---------- | ---------------------------- | -------- | ------------------------ | ----------------------- |
| Pròleg   | 11 de març | Issy-les-Moulineaux          | 4,7 km   | David Millar (SCO)       | David Millar (SCO)      |
| 1a etapa | 12 de març | Cloyes-sur-le-Loir-Buzançais | 186,0 km | Jean-Patrick Nazon (FRA) | David Millar (SCO)      |
| 2a etapa | 13 de març | Vatan-Llemotges              | 177,0 km | Franco Pellizotti (ITA)  | Franco Pellizotti (ITA) |
| 3a etapa | 14 de març | Llemotges-Maurs              | 215,5 km | Aleksandr Kólobnev (RUS) | Franco Pellizotti (ITA) |
| 4a etapa | 15 de març | Maurs-Mende                  | 169,5 km | Alberto Contador (ESP)   | Davide Rebellin (ITA)   |
| 5a etapa | 16 de març | Sorgues-Manosque             | 178,0 km | Iaroslav Popòvitx (UKR)  | Davide Rebellin (ITA)   |
| 6a etapa | 17 de març | Brignoles-Cannes             | 200,0 km | Luis León Sánchez (ESP)  | Davide Rebellin (ITA)   |
| 7a etapa | 18 de març | Niça-Niça                    | 129,5 km | Alberto Contador (ESP)   | Alberto Contador (ESP)  |

## Classificacions finals

### Classificació general
|    | Ciclista          | Equip             | Temps       | UCI ProTour Punts |
| -- | ----------------- | ----------------- | ----------- | ----------------- |
| 1  | Alberto Contador  | Discovery Channel | 29h 55' 22" | 50 pts            |
| 2  | Davide Rebellin   | Gerolsteiner      | + 26"       | 40 pts            |
| 3  | Luis León Sánchez | Caisse d'Epargne  | + 42"       | 35 pts            |
| 4  | Tadej Valjavec    | Lampre-Fondital   | + 49"       | 30 pts            |
| 5  | Franco Pellizotti | Liquigas          | + 57"       | 25 pts            |
| 6  | David López       | Caisse d'Epargne  | + 1' 00"    | 20 pts            |
| 7  | Cadel Evans       | Predictor-Lotto   | + 1' 01"    | 15 pts            |
| 8  | Fränk Schleck     | Team CSC          | + 1' 08"    | 10 pts            |
| 9  | Samuel Sánchez    | Euskaltel-Euskadi | + 1' 12"    | 5 pts             |
| 10 | Joaquim Rodríguez | Caisse d'Epargne  | + 1' 22"    | 2 pts             |

|   | Ciclista         | Equip             | Punts |
| - | ---------------- | ----------------- | ----- |
| 1 | Thomas Voeckler  | Bouygues Télécom  | 65    |
| 2 | Tom Danielson    | Discovery Channel | 42    |
| 3 | Alberto Contador | Discovery Channel | 36    |

|   | Ciclista          | Equip            | Punts |
| - | ----------------- | ---------------- | ----- |
| 1 | Franco Pellizotti | Liquigas         | 90    |
| 2 | Jérôme Pineau     | Bouygues Télécom | 81    |
| 3 | Davide Rebellin   | Gerolsteiner     | 80    |

|   | Ciclista          | Equip             | Temps       |
| - | ----------------- | ----------------- | ----------- |
| 1 | Alberto Contador  | Discovery Channel | 29h 55' 22" |
| 2 | Luis León Sánchez | Caisse d'Epargne  | + 42"       |
| 3 | Andy Schleck      | Team CSC          | + 2' 20"    |

|   | Equip            | País      | Temps       |
| - | ---------------- | --------- | ----------- |
| 1 | Caisse d'Epargne | Espanya   | 89h 49' 06" |
| 2 | Team CSC         | Dinamarca | + 3' 50"    |
| 3 | Predictor-Lotto  | Bèlgica   | + 5' 26"    |

## Etapes
Pròleg - 11-03-2007. Issy-les-Moulineaux, 4,7 km (CRI)
|   | Ciclista        | Equip                | Temps  | UCI ProTour Punts |
| - | --------------- | -------------------- | ------ | ----------------- |
| 1 | David Millar    | Saunier Duval-Prodir | 6' 01" | 3                 |
| 2 | Roman Kreuziger | Liquigas             | + 1"   | 2                 |
| 3 | Sébastien Joly  | Française des Jeux   | + 2"   | 1                 |

Etapa 1 - 12-03-2007. Cloyes sur le Loir-Buzançais, 186 km
|   | Ciclista           | Equip           | Temps     | UCI ProTour Punts |
| - | ------------------ | --------------- | --------- | ----------------- |
| 1 | Jean-Patrick Nazon | AG2R Prévoyance | 4h 29'39" | 3                 |
| 2 | Sebastian Siedler  | Team Milram     | m. t.     | 2                 |
| 3 | Mathew Hayman      | Rabobank        | m. t.     | 1                 |

Etapa 2 - 13-03-2007. Vatan-Llemotges, 177 km
|   | Ciclista          | Equip           | Temps     | UCI ProTour Punts |
| - | ----------------- | --------------- | --------- | ----------------- |
| 1 | Franco Pellizotti | Liquigas        | 3h 57'36" | 3                 |
| 2 | Daniele Bennati   | Lampre-Fondital | + 2"      | 2                 |
| 3 | Luca Paolini      | Liquigas        | m. t.     | 1                 |

Etapa 3 - 14-03-2007. Llemotges-Maurs, 215.5 km
|   | Ciclista           | Equip                 | Temps     | UCI ProTour Punts |
| - | ------------------ | --------------------- | --------- | ----------------- |
| 1 | Aleksandr Kólobnev | Team CSC              | 4h 59'35" | 3                 |
| 2 | Tom Boonen         | Quick Step-Innergetic | + 12"     | 2                 |
| 3 | Daniele Bennati    | Lampre-Fondital       | m. t.     | 1                 |

Etapa 4 - 15-03-2007. Maurs-Mende, 169.5 km
|   | Ciclista           | Equip             | Temps      | UCI ProTour Punts |
| - | ------------------ | ----------------- | ---------- | ----------------- |
| 1 | Alberto Contador   | Discovery Channel | 4h 07' 26" | 3                 |
| 2 | Davide Rebellin    | Gerolsteiner      | + 2"       | 2                 |
| 3 | David López García | Caisse d'Epargne  | + 12"      | 1                 |

Etapa 5 - 16-03-2007. Sorgues-Manosque, 178 km
|   | Ciclista          | Equip                | Temps     | UCI ProTour Punts |
| - | ----------------- | -------------------- | --------- | ----------------- |
| 1 | Iaroslav Popòvitx | Discovery Channel    | 4h 11'51" | 3                 |
| 2 | Francisco Ventoso | Saunier Duval-Prodir | + 14"     | 2                 |
| 3 | Samuel Dumoulin   | Ag2r                 | m. t.     | 1                 |

Etapa 6 - 17-03-2007. Brinhòla-Canes, 200 km.
|   | Ciclista          | Equip            | Temps     | UCI ProTour Punts |
| - | ----------------- | ---------------- | --------- | ----------------- |
| 1 | Luis León Sánchez | Caisse d'Epargne | 4h 46'32" | 3                 |
| 2 | Mirco Lorenzetto  | Team Milram      | + 28"     | 2                 |
| 3 | Jérôme Pineau     | Bouygues Télécom | m. t.     | 1                 |

Etapa 7 - 18-03-2007. Niça - Niça, 129,5 km
|   | Ciclista           | Equip             | Temps     | UCI ProTour Punts |
| - | ------------------ | ----------------- | --------- | ----------------- |
| 1 | Alberto Contador   | Discovery Channel | 3h 15'47" | 3                 |
| 2 | David López García | Caisse d'Epargne  | + 19"     | 2                 |
| 3 | Joaquim Rodríguez  | Caisse d'Epargne  | m. t.     | 1                 |

## Evolució de les classificacions
| Etapa (Vencedor)              | Classificaió general | Classificació de la muntanya | Classificació per punts | Classificació del millor jove | Classificació per equips |
| ----------------------------- | -------------------- | ---------------------------- | ----------------------- | ----------------------------- | ------------------------ |
| 0Pròleg (CRI) (David Millar)  | David Millar         | no hi ha punts               | David Millar            | Roman Kreuziger               | Saunier Duval-Prodir     |
| 0Etapa 1 (Jean-Patrick Nazon) | David Millar         | Romain Feillu                | Daniele Bennati         | Roman Kreuziger               | Saunier Duval-Prodir     |
| 0Etapa 2 (Franco Pellizotti)  | Franco Pellizotti    | Stéphane Augé                | Daniele Bennati         | Roman Kreuziger               | Liquigas                 |
| 0Etapa 3 (Aleksandr Kólobnev) | Franco Pellizotti    | Heinrich Haussler            | Daniele Bennati         | Roman Kreuziger               | Liquigas                 |
| 0Etapa 4 (Alberto Contador)   | Davide Rebellin      | Heinrich Haussler            | Daniele Bennati         | Alberto Contador              | Caisse d'Epargne         |
| 0Etapa 5 (Iaroslav Popòvitx)  | Davide Rebellin      | Heinrich Haussler            | Daniele Bennati         | Alberto Contador              | Caisse d'Epargne         |
| 0Etapa 6 (Luis León Sánchez)  | Davide Rebellin      | Thomas Voeckler              | Franco Pellizotti       | Alberto Contador              | Caisse d'Epargne         |
| 0Etapa 7 (Alberto Contador)   | Alberto Contador     | Thomas Voeckler              | Franco Pellizotti       | Alberto Contador              | Caisse d'Epargne         |
| Final                         | Alberto Contador     | Thomas Voeckler              | Franco Pellizotti       | Alberto Contador              | Caisse d'Epargne         |